# Diócesis de Umtata
La diócesis de Umtata (en latín: Dioecesis Umtatana y en inglés: Roman Catholic Diocese of Umtata) es una circunscripción eclesiástica latina de la Iglesia católica en Sudáfrica, sufragánea de la arquidiócesis de Durban. La diócesis tiene al obispo Sithembele Anton Sipuka como su ordinario desde el 8 de febrero de 2008.

## Territorio y organización
La diócesis tiene 23 400 km² y extiende su jurisdicción sobre los fieles católicos de rito latino residentes en una parte de la provincia del Cabo Oriental.
La sede de la diócesis se encuentra en Mthatha (llamada Umtata hasta 2004), en donde se halla la Catedral de Todos los Santos.
En 2020 en la diócesis existían 23 parroquias.

## Historia
La prefectura apostólica de Umtata fue erigida el 30 de marzo de 1930 con el breve Quo maiori del papa Pío XI, obteniendo el territorio del vicariato apostólico de Mariannhill (hoy diócesis de Mariannhill).
El 13 de abril de 1937 la prefectura apostólica fue elevada a vicariato apostólico con la bula Lubentissime solet del papa Pío XI.
El 11 de enero de 1951 el vicariato apostólico fue elevado a diócesis con la bula Suprema Nobis del papa Pío XII.
El 7 de febrero de 1952 cedió parte de su territorio a la diócesis de Queenstown.
El 16 de noviembre de 1954, con la carta apostólica Recens constitutas, el papa Pío XII proclamó a la Santísima Virgen María Asunta al Cielo patrona principal de la diócesis.
El 26 de octubre de 1976 Sudáfrica otorgó la independencia al bantustán de Transkei, del cual Umtata era su capital. Con el final del régimen del apartheid, el 27 de abril de 1994 Transkei fue reincorporado a Sudáfrica.

## Estadísticas
De acuerdo al Anuario Pontificio 2021 la diócesis tenía a fines de 2020 un total de 38 560 fieles bautizados.
| Año                                                                             | Población            | Población | Población      | Sacerdotes | Sacerdotes    | Sacerdotes    | Bautizados por sacerdote | Diáconos permanentes | Religiosos | Religiosos | Parroquias |
| Año                                                                             | Bautizados católicos | Total     | % de católicos | Total      | Clero secular | Clero regular | Bautizados por sacerdote | Diáconos permanentes | Varones    | Mujeres    | Parroquias |
| ------------------------------------------------------------------------------- | -------------------- | --------- | -------------- | ---------- | ------------- | ------------- | ------------------------ | -------------------- | ---------- | ---------- | ---------- |
| 1950                                                                            | 14 298               | 832 018   | 1.7            | 24         | 2             | 22            | 595                      |                      | 7          | 155        | 16         |
| 1970                                                                            | 36 862               | 750 000   | 4.9            | 32         | 6             | 26            | 1151                     |                      | 35         | 186        |            |
| 1980                                                                            | 46 149               | 1 033 000 | 4.5            | 27         | 8             | 19            | 1709                     |                      | 31         | 180        | 22         |
| 1990                                                                            | 56 286               | 918 000   | 6.1            | 26         | 8             | 18            | 2164                     |                      | 32         | 164        | 21         |
| 1999                                                                            | 76 674               | 4 600 000 | 1.7            | 28         | 11            | 17            | 2738                     |                      | 36         | 148        | 22         |
| 2000                                                                            | 98 891               | 1 680 000 | 5.9            | 27         | 11            | 16            | 3662                     |                      | 23         | 141        | 22         |
| 2001                                                                            | 62 281               | 1 683 400 | 3.7            | 27         | 11            | 16            | 2306                     |                      | 29         | 148        | 22         |
| 2002                                                                            | 63 409               | 1 700 500 | 3.7            | 28         | 11            | 17            | 2264                     |                      | 27         | 124        | 23         |
| 2003                                                                            | 62 294               | 1 717 676 | 3.6            | 27         | 12            | 15            | 2307                     |                      | 28         | 125        | 23         |
| 2004                                                                            | 68 198               | 1 717 676 | 4.0            | 27         | 12            | 15            | 2525                     |                      | 28         | 164        | 23         |
| 2010                                                                            | 73 000               | 1 805 000 | 4.0            | 20         | 10            | 10            | 3650                     |                      | 13         | 101        | ?          |
| 2014                                                                            | 75 600               | 1 867 000 | 4.0            | 27         | 16            | 11            | 2800                     |                      | 19         | 90         | 22         |
| 2017                                                                            | 25 672               | 1 971 640 | 1.3            | 24         | 16            | 8             | 1069                     |                      | 9          | 71         | 23         |
| 2020                                                                            | 38 560               | 2 061 300 | 1.9            | 16         | 16            |               | 2410                     |                      | 3          | 69         | 23         |
| Fuente: Catholic-Hierarchy, que a su vez toma los datos del Anuario Pontificio. |                      |           |                |            |               |               |                          |                      |            |            |            |

## Episcopologio
- Emmanuel Hanisch, C.M.M. † (28 de octubre de 1930-28 de febrero de 1940 falleció)
- Joseph Grueter, C.M.M. † (3 de abril de 1941-26 de septiembre de 1968 renunció[7])
- Ernst Heinrich Karlen, C.M.M. † (26 de septiembre de 1968-9 de mayo de 1974 nombrado obispo de Bulawayo)
- Peter Fanyana John Butelezi, O.M.I. † (10 de julio de 1975-27 de abril de 1978 nombrado arzobispo de Bloemfontein)
- Andrew Zolile T. Brook † (12 de febrero de 1979-7 de enero de 1995 renunció)
  - Sede vacante (1995-1997)[8]
- Oswald Georg Hirmer † (21 de abril de 1997-8 de febrero de 2008 retirado)
- Sithembele Anton Sipuka, desde el 8 de febrero de 2008